# 존 폴 스티븐스
존 폴 스티븐스(John Paul Stevens, 1920년 4월 20일 ~ 2019년 7월 16일)는 미국의 전직 대법관이다.
스티븐스 대법관은 1920년 4월 20일에 일리노이주 시카고에서 부유한 가정에서 태어났다. 그는 1941년에 시카고 대학교에서 영문학 학사 학위를 취득했다. 이후 그는 동 대학 영문학 석사과정에 진학했으나 2차 세계 대전에 미국이 참전하면서 미해군에 입대했다. 전쟁이 끝나고 일리노이 주로 돌아온 그는 영문학 석사 과정을 재개할 계획이었으나 변호사였던 형 리처드의 설득에 의해 로스쿨로 진학하게 되었다. 1945년 그는 노스웨스턴 대학교 로스쿨에 입학했고 노스웨스턴 대학교 로스쿨 역사상 최고의 성적(GPA)를 기록하며 1947년에 우등 졸업했다. 이후 1947년부터 1948년까지 와일리 러트레지(Wiley Rutledge) 연방대법관 밑에서 재판연구원(law clerk)으로 활동했다. 그후 로펌, 하원, 시카고 대학교 로스쿨 교단 등 다양한 법률 경험을 쌓은 그는 1970년 리처드 닉슨 대통령에 의해 연방 7순회 항소법원 판사로 임명되었다. 항소법원 판사로 재직하던 중 1975년 제럴드 포드 대통령에 의해 윌리엄 더글라스 대법관 후임으로 임명되었으며, 2010년까지 재직하여 연방대법원 역사에서 4번째로 오래 재직했던 대법관이었다. 스티븐스는 대법원에서 독자적이며 개방적이었던 축에 꼽히고 있다.
스티븐스 대법관은 정치적 이념보다는 능력과 독립성에 기해 연방대법관에 임명된 마지막 판사라고 여겨진다. 그 이후의 대법관들은 지명하는 대통령의 정치적 성향에 많은 영향을 받고 있으며, 예를 들어 스티븐스의 임명 동의안을 다루는 청문회는 낙태 허용 판결인 Roe v. Wade 판결의 타당 여부를 묻지 않은 반면, 그의 세대 이후 대법관 청문회에서는 낙태에 대한 찬반을 묻고 있고 임명 동의 여부에 중요한 쟁점이 되고 있다.
스티븐스는 2009년 ~ 2010년 회기가 끝나는 2010년 6월 말이나 7월 초에 은퇴하겠다고 2010년 4월 9일 발표했다. 2010년 5월 10일, 버락 오바마 대통령은 엘레나 케이건을 스티븐스 대법관의 자리를 이을 차기 대법관으로 지명했다.